# سعيد بن عبد الله المنداسي
أبو عثمان سعيد بن عبد الله المنداسي التلمساني (ق. 1583 م/ 991 هـ - 1677 م/ 1088 هـ) شاعر جزائري من أهل القرن السابع عشر الميلادي/ الحادي عشر الهجري. ولد بتلمسان ونشأ بها وهو منداسي الأصل. درس اللغة العربية وآدابها وعلم الكلام وأصول الشريعة في تلمسان ثم تركها في عهد عثمان باشا 1650 واتصل ب "المغرب الأقصى" بالرشيد العلوي وعاش تحت كنفه بسجلماسة ونال الحظوة لدى السلطان إسماعيل بعد توليه الملك سنة 1672.

## سيرته
هو أبو عثمان سعيد بن عبد الله التلمساني المنداسي. ولد بتلمسان وعاش فيها في النصف الثاني من القرن الحادي عشر الهجري. تعلم فيها وبرز في الفقه واللغة والأدب. عرف بميله إلى الشعر فنظم فيه الفصيح والعامي، وعبر من خلاله عن مواقف وأحداث مرت بها البلاد. وكان متأثراً بموسيقى المالوف، فاشتقّ منها موسيقى الحوزي.

وبعد غزو حسن باشا العثماني حوالي سنة 1060 هـ/ 1650 م اضطر إلى مغادرة تلمسان وتجول في المغرب الأقصى واستقر بسجلماسة حيث عاش في كنف العلويين وظل على صلة وثيقة مع محمد بن الشريف العلوي، ومدحه بعدة قصائد. ولما تولى إسماعيل بن الشريف الحكم أصبح له مكانة خاصة في البلاط العلوي، وظل يحظى برعاية العلويين حتى توفي سنة 1088 هـ / 1677 م.

## في الأدب
له «العقيقة» وهي قصيدة لامية في مدح النبي، نظمها في بلاط إسماعيل سنة 1088 هـ/ 1678 م. وهو صاحب الغوثية الشهيرة في ولي تلمسان وإن كانت بالدارجة إلا أنها عرفت شهرة كبيرة، وهي تنشد في المواسم والحفلات الدينية:
وله أيضًا:

## وصلات خارجية
- في بوابة الشعراء